# Casariche
Casariche ist eine Gemeinde in der Provinz Sevilla in Spanien mit 5.307 Einwohnern (Stand: 2024). Sie liegt in der Comarca Sierra Sur in Andalusien. 

## Geografie
Casariche grenzt an Alameda, Badolatosa, Estepa, Lora de Estepa, Puente Genil und La Roda de Andalucía.

## Geschichte
Während der Römischen Ära hieß die Stadt Ventigo und wurde von Julius Cäsar erobert, nachdem die Söhne des Pompeius sich in die Stadt zurückgezogen hatten.

## Sehenswürdigkeiten
- Kirche Nuestra Señora de la Encarnación